# Methylhexanamin
Methylhexanamin (též 1,3-dimethylamylamin, zkráceně 1,3-DMAA) je silný psychoaktivní stimulant a nepřímé sympatomimetikum, prodávané jako doplněk stravy, a jako složka předtréninkových směsí, často kombinovaná s kofeinem a jinými látkami. V České republice není běžně dostupný, nejčastěji se používá v USA a dalších státech. Vyrábí se synteticky, ze začátku byl používán jako nosní dekongestant. Jeho struktura je podobná amfetaminům, jeho účinky by se daly přirovnat k efedrinu a pseudoefedrinu. Je obecně silnější než kofein ve stimulaci CNS, ale funguje jiným mechanismem (zdá se, že kombinací DMAA s kofeinem nenabízí žádné výhody, pouze zvyšuje riziko nežádoucích účinků). Jeho bezpečnost je předmětem kontroverzí. Bylo zaznamenáno několik úmrtí vlivem DMAA, avšak mnoho obětí jej kombinovalo s ostatními látkami, jako například alkohol.
DMAA má potenciál pro zneužití, závislost, toleranci a abstinenční příznaky. Stimuluje CNS podobně jako amfetaminy (ale slabší). Svoje účinky vyvolává vyplavováním určitých neurotransmiterů a katecholaminů, jako norepinefrin a epinefrin, ale též dopamin. Způsobuje stažení cév, nadměrné pocení, zvyšuje energii, motivaci a schopnost se koncentrovat, může zlepšovat náladu a vyústit až v euforii.  Vedlejší účinky mohou zahrnovat třes, úzkost, bolest hlavy, nevolnost a roztěkanost, ve vyšších dávkách či při kombinaci s jinými látkami krvácení do mozku až smrt.
DMAA není dostatečně prozkoumán a je předmětem diskuzí, bezpečnost dlouhodobého užívání a toxicita je nejasná.